# Balneário Piçarras
Piçarras este un oraș în Santa Catarina (SC), Brazilia.